# 平沼定晴
平沼 定晴（ひらぬま さだはる、1965年3月27日 - ）は、千葉県習志野市出身の元プロ野球選手（投手）。右投右打。
2011年シーズンまでは中日ドラゴンズで打撃投手兼用具係を担当していたが、後述の理由で2012年シーズンからは用具係専任となった。

## 経歴
千葉商大付高時代、1982年の第54回選抜高等学校野球大会に出場。大会屈指の速球派として前評判が高かったものの初戦で尾道商業高に敗れた。同年夏は千葉大会2回戦で12奪三振を奪う好投を見せたが敗退。
喧嘩早く物怖じせず度胸が据わっている性格とセンバツでの活躍が評価され、同年のプロ野球ドラフト会議で中日ドラゴンズから2位指名を受け入団。
1984年シーズンに一軍初登板を果たす。その後も主に中継ぎとして登板機会を増やしていた。
1986年シーズンオフに落合博満との4対1の交換トレードで上川誠二・牛島和彦・桑田茂の3選手とともにロッテオリオンズへ移籍。
ロッテでも主に中継ぎとして長年一軍で活躍。1989年には清原和博と球史に残る乱闘劇を演じ一躍注目を浴びた（後述参照）。
1995年シーズンオフに仁村徹・酒井忠晴・山本保司との3対3トレードで前田幸長・樋口一紀とともに中日へ移籍。10年ぶりの古巣復帰となった。2度のトレードによって古巣復帰を果たした珍しい例である。
1998年には西武ライオンズへ移籍したが、同年限りで現役を引退した。
1999年から中日で打撃投手を務めた。
2009年頃から右肘に痛みを感じるようになり、連日テーピングと注射で痛みに耐えていた。
2011年夏ごろに肘が曲がらない「ロック」という症状に陥り、秋に復帰するものの打撃投手からの引退を決意。
2012年シーズンからは用具係専任となる。
2024年1月1日より昇竜館館長に就任した。

## 人物
ニックネームは「ジャミラ」であった。ウルトラマンに登場した首がほとんどない怪獣で、平沼の風貌が似ているからだという。
現役時代から丸刈り頭がトレードマークで、かつてはCBCテレビ「サンデードラゴンズ」内の企画で平沼の散髪中にチーム内のこぼれ話を話してもらうコーナーがあった（打撃投手になった後であり、現役時代ではない）。
現役引退後、打撃投手に就任した当初は選手の打ちやすい球を投げられず苦労したが、立浪和義には逆にそれが好評であった。立浪は2009年に現役を引退するまで、打撃練習の相手には平沼か入団当初から打撃投手を務めていた左投手の清水治美を指名していた。
立浪の打撃練習の際、防護ネットをすり抜けたライナー性の打球を脇腹に受けたことがあった。打撃投手は本来、球速110 - 120 km/h程度の球をマウンドの少し前から投げるが、立浪は30歳代半ばごろから速球を打つための練習を重点的に取り組んでいたことから、練習相手の平沼・清水両打撃投手の協力を得て距離を詰めて打撃練習をしており、その際に起きた事故だった。平沼は心配する立浪に対し「大丈夫」と言いつつ、最後まで練習相手を務めたが後で病院の診察を受けた際、肋骨骨折の重傷を負っていたことを知ったという。

### 清原和博との乱闘劇
平沼の気質が最も現れた試合が、ロッテ時代の1989年9月23日に開かれた西武戦（西武球場）である。この試合で平沼は4回2死一・二塁の際、打者・清原和博に死球を与えた。この直後、逆上した清原からバットを投げつけられ、グリップエンドがヒザに直撃した。平沼も怒って清原に向かって走っていったが、清原から勢いのついたヒップアタックを食らい、両軍総動員の大乱闘となった。試合終了後、平沼は清原が帰るのを狙おうと駐車場で待ち伏せたが周りに止められた。乱闘の翌日、辻発彦に付き添われて清原はロッテのロッカールームに謝罪に来たが村田兆治、愛甲猛らベテランの先輩に怒鳴られてしまい、清原は大泣きし土下座したなどの要因で、その時には分かち合えなかった。その後の清原との対戦では内角に投げづらくなっていたが、人伝に（清原が）内角を投げてほしいと言っていたことを聞く。
これまで、平沼は清原からの正式な謝罪を受けたことはなかったが、2015年10月11日放送の『行列のできる法律相談所』あの時は本当にごめんなさいSP（日本テレビ系）に清原がゲスト出演した。この放送分では平沼にもオファーがあったものの、収録日は9月だったため球団スタッフである平沼はシーズン中でスタジオ出演はできなかったが、VTRで出演した。そして清原からテレビ越しで「平沼さん、バットを投げて本当に申し訳ありませんでした」と26年越しの謝罪を受けた。
その後、2022年には清原のYouTubeチャンネルでは再会を果たしており当時の思い出話を語った。清原からは愛用していたファーストミットをプレゼントされており一時は試合前の練習補助で使っていたが、やはり貴重なので大事に保管するようになったという。
平沼がバットを投げつけられたのは、上記の清原だけではなかった。1987年4月28日の日本ハム戦（後楽園球場）でも、死球を当てられ激高した二村忠美が足元にバットを投げつけてきて（これは当たっていない）、二村の態度に激高した有藤道世監督がベンチから飛び出してくるなど乱闘の当事者になっている。なお、この試合で3番手として登板していた平沼は移籍後、初勝利を挙げている。

## 詳細情報

### 年度別投手成績
| 年 度      | 球 団      | 登 板 | 先 発 | 完 投 | 完 封 | 無 四 球 | 勝 利 | 敗 戦 | セ 丨 ブ | ホ 丨 ル ド | 勝 率 | 打 者 | 投 球 回 | 被 安 打 | 被 本 塁 打 | 与 四 球 | 敬 遠 | 与 死 球 | 奪 三 振 | 暴 投 | ボ 丨 ク | 失 点 | 自 責 点 | 防 御 率 | W H I P |
| ---------- | ---------- | ----- | ----- | ----- | ----- | -------- | ----- | ----- | -------- | ----------- | ----- | ----- | -------- | -------- | ----------- | -------- | ----- | -------- | -------- | ----- | -------- | ----- | -------- | -------- | ------- |
| 1984       | 中日       | 4     | 0     | 0     | 0     | 0        | 0     | 0     | 0        | --          | .000  | 29    | 5.2      | 10       | 1           | 3        | 0     | 0        | 2        | 1     | 0        | 5     | 5        | 7.94     | 2.29    |
| 1985       | 中日       | 20    | 0     | 0     | 0     | 0        | 0     | 1     | 0        | --          | .000  | 115   | 20.2     | 34       | 4           | 18       | 0     | 2        | 13       | 0     | 0        | 32    | 29       | 12.63    | 2.52    |
| 1986       | 中日       | 34    | 2     | 0     | 0     | 0        | 1     | 2     | 0        | --          | .333  | 223   | 50.2     | 54       | 6           | 18       | 1     | 3        | 39       | 3     | 0        | 27    | 25       | 4.44     | 1.42    |
| 1987       | ロッテ     | 35    | 1     | 0     | 0     | 0        | 1     | 0     | 0        | --          | 1.000 | 302   | 70.0     | 70       | 8           | 28       | 1     | 2        | 45       | 6     | 0        | 25    | 25       | 3.21     | 1.40    |
| 1988       | ロッテ     | 8     | 1     | 0     | 0     | 0        | 0     | 1     | 0        | --          | .000  | 93    | 17.1     | 31       | 3           | 11       | 2     | 2        | 8        | 1     | 0        | 26    | 24       | 12.46    | 2.42    |
| 1989       | ロッテ     | 36    | 1     | 0     | 0     | 0        | 1     | 3     | 4        | --          | .250  | 285   | 65.1     | 70       | 13          | 28       | 1     | 2        | 41       | 2     | 0        | 42    | 41       | 5.65     | 1.50    |
| 1990       | ロッテ     | 18    | 3     | 0     | 0     | 0        | 0     | 0     | 0        | --          | .000  | 151   | 32.2     | 43       | 6           | 12       | 0     | 0        | 25       | 3     | 0        | 22    | 17       | 4.68     | 1.68    |
| 1991       | ロッテ     | 40    | 0     | 0     | 0     | 0        | 4     | 6     | 1        | --          | .400  | 416   | 96.0     | 99       | 9           | 36       | 6     | 5        | 71       | 3     | 0        | 46    | 37       | 3.47     | 1.41    |
| 1992       | ロッテ     | 40    | 3     | 1     | 1     | 0        | 6     | 2     | 0        | --          | .750  | 333   | 82.0     | 59       | 6           | 37       | 2     | 5        | 49       | 3     | 0        | 22    | 22       | 2.41     | 1.17    |
| 1993       | ロッテ     | 36    | 0     | 0     | 0     | 0        | 3     | 2     | 0        | --          | .600  | 291   | 68.0     | 69       | 6           | 33       | 2     | 3        | 40       | 2     | 0        | 35    | 34       | 4.50     | 1.50    |
| 1994       | ロッテ     | 38    | 1     | 0     | 0     | 0        | 2     | 5     | 0        | --          | .286  | 276   | 61.2     | 76       | 10          | 25       | 0     | 0        | 44       | 2     | 0        | 43    | 40       | 5.84     | 1.64    |
| 1995       | ロッテ     | 10    | 0     | 0     | 0     | 0        | 0     | 0     | 0        | --          | .000  | 29    | 5.2      | 10       | 0           | 4        | 0     | 0        | 3        | 1     | 0        | 6     | 6        | 9.53     | 2.47    |
| 1996       | 中日       | 13    | 0     | 0     | 0     | 0        | 0     | 0     | 0        | --          | .000  | 67    | 14.0     | 23       | 1           | 6        | 0     | 1        | 8        | 1     | 0        | 12    | 10       | 6.43     | 2.21    |
| 1997       | 中日       | 4     | 0     | 0     | 0     | 0        | 0     | 0     | 0        | --          | .000  | 15    | 3.2      | 6        | 0           | 1        | 0     | 0        | 1        | 0     | 0        | 0     | 0        | 0.00     | 1.91    |
| 1998       | 西武       | 6     | 0     | 0     | 0     | 0        | 0     | 0     | 0        | --          | .000  | 42    | 9.1      | 9        | 2           | 6        | 0     | 0        | 2        | 0     | 0        | 7     | 7        | 6.75     | 1.61    |
| 通算：15年 | 通算：15年 | 342   | 12    | 1     | 1     | 0        | 18    | 22    | 5        | --          | .450  | 2667  | 602.2    | 663      | 75          | 266      | 15    | 25       | 391      | 28    | 0        | 350   | 322      | 4.81     | 1.54    |

### 記録
- 初登板：1984年5月23日、対広島東洋カープ7回戦（ナゴヤ球場）、6回表から3番手で救援登板、2回3失点
- 初勝利：1986年5月17日、対阪神タイガース8回戦（阪神甲子園球場）、4回裏2死から2番手で救援登板、4回0/3で4失点
- 初先発登板：1986年6月22日、対阪神タイガース15回戦（阪神甲子園球場）、4回3失点で敗戦投手
- 初セーブ：1989年4月20日、対日本ハムファイターズ3回戦（東京ドーム）、8回裏1死から2番手で救援登板・完了、1回2/3無失点
- 初先発勝利：1992年6月28日、対近鉄バファローズ12回戦（ナゴヤ球場）、6回1/3を1失点
- 初完投勝利・初完封：1992年8月19日、対近鉄バファローズ20回戦（千葉マリンスタジアム）

### 背番号
- 46 （1983年 - 1986年）
- 25 （1987年 - 1995年）
- 13 （1996年 - 1997年）
- 50 （1998年）
- 111 （1999年 - 2011年）